# Richard Stephanus (Tennisspieler)

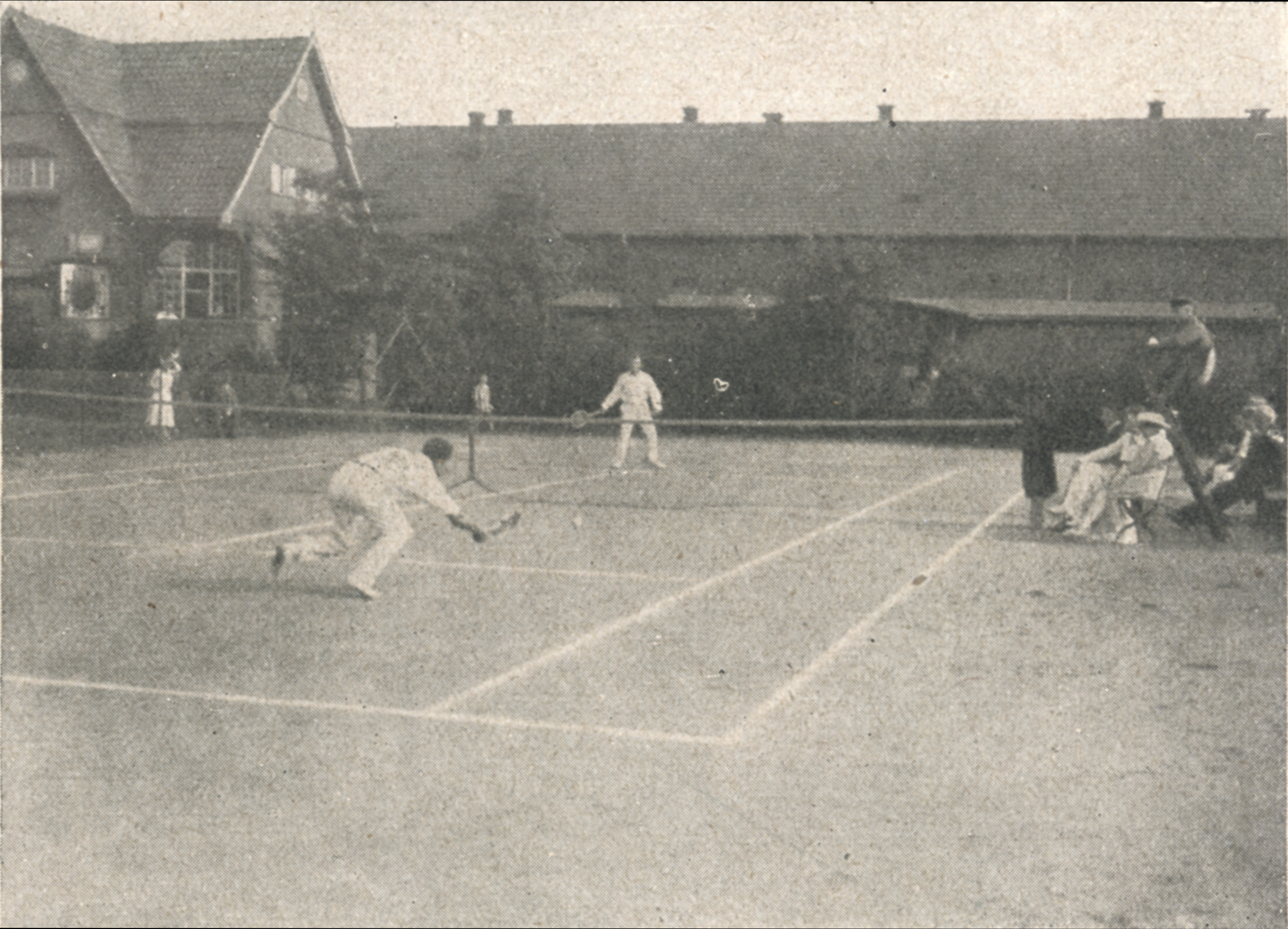
Juli 1919 auf dem Gelände des Deutschen Tennis Vereins Hannover am Schlachthof: Richard Stephanus junior gegen Ernest Wilmot Lane im Herren-Einzel;
Ausschnitt aus der Zeitschrift Echo Continental, Nummer 8 vom 15. August 1919

Richard Stephanus (* 1. Oktober 1899 in Linden; † 11. Februar 1972 in Hannover) war ein deutscher Tennisspieler und ein Förderer des Tennissports. Von 1949 bis 1951 war er Präsident des Deutschen Tennis Bundes.

## Leben

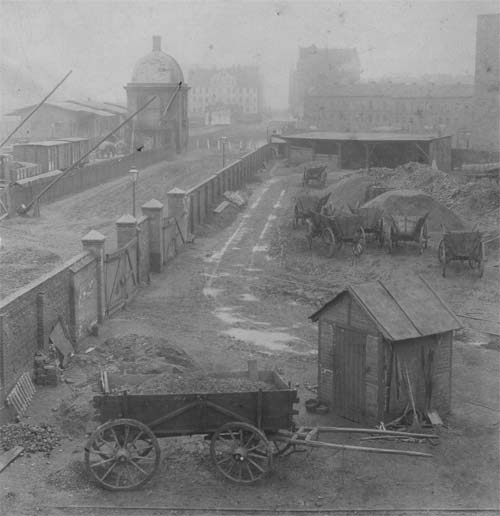
Um 1900: Kohle-Lagerplatz der Familie von Richard Stephanus, gesehen etwa vom heutigen Küchengarten; im Hintergrund links der Küchengarten-Pavillon

Stephanus besuchte das Realgymnasium. Nach seinem Abitur und einem Jura- und Volkswirtschaftsstudium übernahm er das väterliche  Kohlen-Großhandelsgeschäft.
Schon im Alter von 13 Jahren spielte Stephanus Turniere: Bereits vor dem Ersten Weltkrieg war er auf den Turnierplätzen Europas ein bekannter Mixed- und Doppelspieler. Seinen größten Erfolg verbuchte er bei den Deutschen Tennismeisterschaften 1924 mit dem Erreichen des Endspiels gegen Hans Moldenhauer.
Nach dem Zweiten Weltkrieg gründete Stephanus mit Gottfried von Cramm  1947 den Nordwestdeutschen Tennisausschuss. Auch in dieser Zeit war Stephanus als Tennisspieler aktiv, gewann noch 1948 die deutsche Seniorenmeisterschaft und weitere Titel im Einzel und Mixed. Mit der Neugründung des Deutschen Tennis Bundes im Jahre 1949 wurde er zu dessen Präsidenten gewählt und blieb bis 1951 im Amt.  1957 schied er schließlich aus der Bundesleitung des Verbandes aus. Für seine Verdienste wurde ihm die Goldenen Ehrennadel des DTB verliehen.
Stephanus ist auf dem Lindener Bergfriedhof begraben.